# 音信山
音信山（おとずれやま）は、千葉県市原市大字山口にある標高186mの山である。房総丘陵の山の一つとされる。

## 概要
小湊鉄道高滝駅の西方向に約3km、旧上総国の望陀郡（現・木更津市）と市原郡（現・市原市）の境界に位置する。
かつては近辺の人々は草刈場として利用されていたらしく、地元では茅積場と呼ばれていた。地質は山頂部が下総層群最下位の第四紀更新世地蔵堂層の砂層からなり、下部へ上総・下総層群を上下に分ける泉谷泥層、上総層群最上位の金剛地層の砂層になる。
市原市と木更津市の境界に沿うように千葉県道169号南総馬来田線から音信山を経由して千葉県道160号加茂木更津線へ至る林道音信山線がある。
音信山は上総名所としても知られ、夫木集では「ほととぎす 尋ねきたれば 今こそは 音づれ山の かひになくなれ」という歌をそえて紹介されている。